# ميروسلاف دوكيتش
ميروسلاف دوكيتش (بالسيريلية الصربية: Мирослав Ђукић) مواليد 19 فبراير 1966 في شاباتس، جمهورية يوغوسلافيا الاشتراكية الاتحادية، هو لاعب كرة قدم صربي دولي سابق كان يلعب كمدافع. سبق له أن لعب في كأس العالم لكرة القدم مع منتخب بلاده. لعب خلال مسيرته 549 مباراة سجل خلالها 16 هدفاً.

## المسيرة الاحترافية

### أندية لعب لها
- راد بيوغراد
- ديبورتيفو لاكورونيا
- نادي فالنسيا
- نادي تينيريفي

## روابط خارجية
- ميروسلاف دوكيتش على موقع الاتحاد الدولي (مؤرشف)  (الإنجليزية)
- ميروسلاف دوكيتش على موقع قاعدة بيانات كرة القدم.إي يو (الإنجليزية)
- ميروسلاف دوكيتش على موقع ناشيونال فوتبول تيمز (الإنجليزية)
- ميروسلاف دوكيتش على موقع عالم كرة القدم.نت (الإنجليزية)
- ميروسلاف دوكيتش على موقع أوليمبيديا (الإنجليزية)